# La Vie et la Passion de Jésus-Christ (film 1898)
La Vie et la Passion de Jésus-Christ, conosciuto anche come La Passion, è un cortometraggio del 1898 diretto da Georges Hatot e Louis Lumière. Questo film è composto dall'unione di altri filmati distribuiti anche separatamente con i seguenti titoli: L'adoration des Mages, Lumière no. 933 - La fuite en Égypte, Lumière no. 934 - Résurrection de Lazare, Lumière no. 937 - Trahison de Judas, Lumière no. 936 - La Cène, Lumière no. 938 - L'arrestation de Jésus-Christ, Lumière no. 939 - La flagellation, Lumière no. 940 - Le couronnement d'épines, Lumière no. 941 - La mise en croix, Lumière no. 942 - Le Calvaire, Lumière no. 943 - La mise au tombeau, Lumière no. 944 - La résurrection, Lumière no. 945.

## Trama
Episodi della vita di Gesù.
L'Arcangelo Gabriele annuncia a Maria l'arrivo del Re dei Giudei, che lei partorirà. Nasce Gesù in una grotta a Betlemme e viene adorato dai pastori e dai Magi. Il Re Erode, sapendo della profezia che un re lo spodesterà, compie la strage degli
Gli innocenti, il film mostra le scene della fuga in Egitto.
Gesù è cresciuto e compie miracoli per la Galilea, ma i Farisei lo accusano di eresia e lo portano in tribunale da Pilato. Viene condannato e crocifisso, ma risorge e ascende nel Regno dei Cieli.

## Altri titoli
Del film esiste un'altra versione, La Vie et la Passion de Jésus-Christ diretto da Ferdinand Zecca e Lucien Nonguet (1903).